# Balacra compsa
Balacra compsa is een vlinder uit de familie spinneruilen (Erebidae), onderfamilie beervlinders (Arctiinae). De wetenschappelijke naam van de soort is voor het eerst geldig gepubliceerd in 1904 door Jordan.
Deze nachtvlinder komt voor in tropisch Afrika.